# Palpation de sécurité

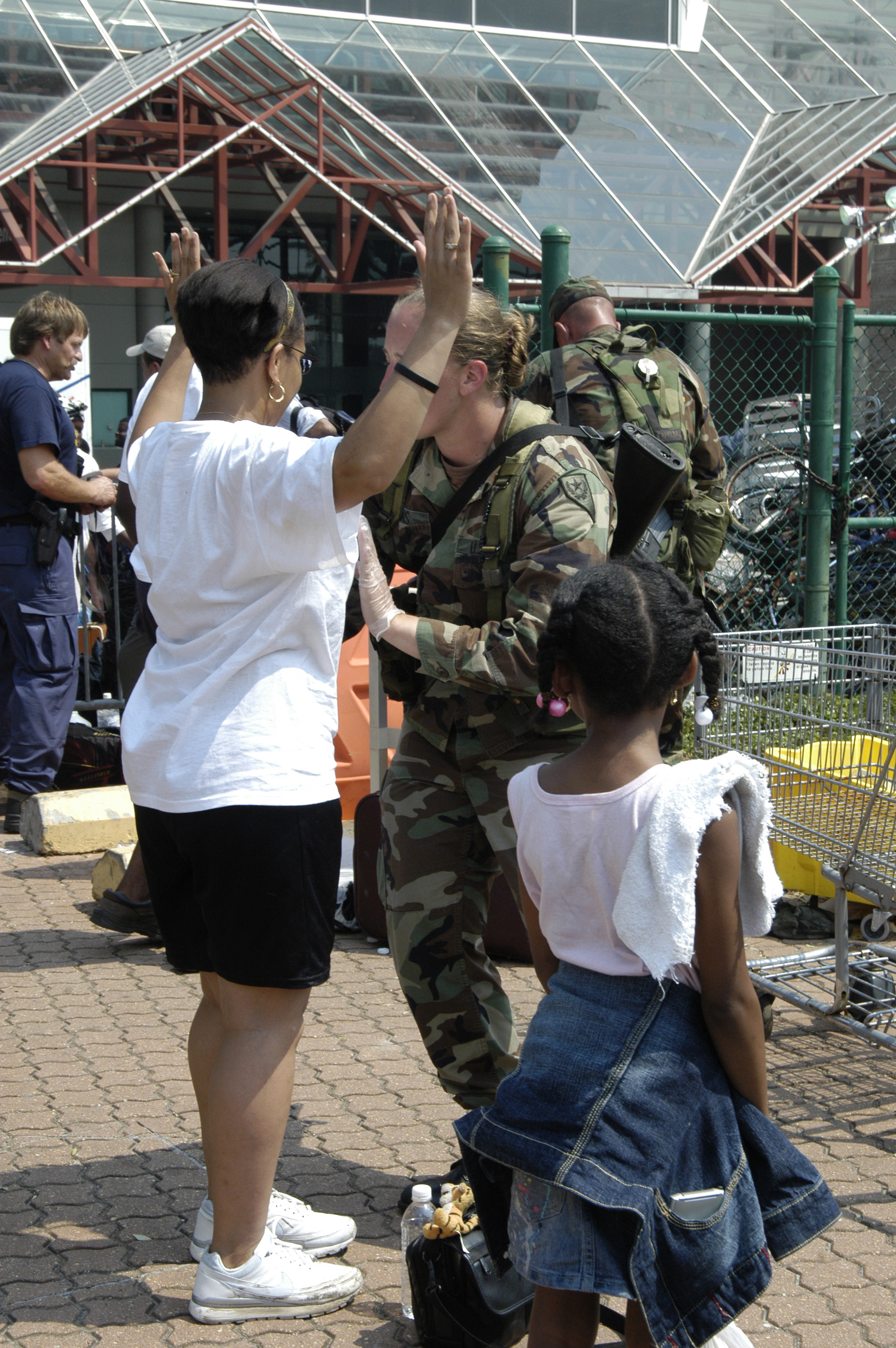
Palpation de sécurité (Nouvelle-Orléans, 2005).

La palpation de sécurité, appelée aussi fouille par palpation, consiste à s’assurer, en passant les mains sur les habits d’une personne, qu’elle ne porte pas une arme ou d'autres objets dangereux.

## Droit par pays

### Canada
En droit canadien, les règles sur la fouille par palpation proviennent de la common law, d'après l'arrêt R. c. Clayton. En cas de détention pour fins d'enquête, un individu peut être soumis à une fouille par palpation. Dans ce cas, l'objectif est de s'assurer que les policiers ne vont pas être attaqués par une personne détenue pour fin d'enquête. Dans la mesure où la détention à fins d'enquête est elle-même légale, la fouille par palpation sera légale si les policiers ont des motifs raisonnables de croire qu'elle est nécessaire pour assurer leur sécurité ou celle d'autres personnes.
La fouille par palpation est différente de la fouille incidente à l'arrestation.

### France
En France, la palpation de sécurité « consiste à s’assurer, en passant les mains sur les habits d’une personne, qu’elle ne porte pas une arme. Contrairement à la fouille à corps, elle n'est pas soumise aux règles régissant les perquisitions ».
Elle se distingue d'une fouille au corps, laquelle peut être interne et doit être menée, en France, dans un commissariat ou une gendarmerie. Depuis la loi du 15 novembre 2001 sur la sécurité quotidienne, elle peut être effectuée par des agents de sécurité.